# Graincourt-lès-Havrincourt
Pour les articles homonymes, voir Graincourt.
Pour l’article ayant un titre homophone, voir Grincourt-lès-Pas.
Graincourt-lès-Havrincourt est une commune française située dans le département du Pas-de-Calais, en région Hauts-de-France. Ses habitants sont appelés les Graincourtois.
La commune fait partie de la communauté de communes Osartis Marquion qui regroupe 49 communes et compte 42 651 habitants en 2021.

## Géographie

### Localisation
Localisée dans l'extrême sud-est du département du Pas-de-Calais, limitrophe du département du Nord et inscrite dans le paysage régional des grands plateaux artésiens et cambrésiens, Graincourt-lès-Havrincourt est une commune traversée par le canal du Nord et située, à vol d'oiseau, à 9 km au sud-ouest de la commune de Cambrai (aire d'attraction) et à 28 km au sud-ouest de la commune d’Arras (chef-lieu d'arrondissement et préfecture du Pas-de-Calais).
Le territoire de la commune est limitrophe de ceux de sept communes, dont cinq, Anneux, Boursies, Cantaing-sur-Escaut, Flesquières et Mœuvres, dans le département du Nord.
Les communes limitrophes sont Bourlon, Havrincourt, Anneux, Boursies, Cantaing-sur-Escaut, Flesquières et Mœuvres.

### Géologie et relief
La superficie de la commune est de 11,57 km2 ; son altitude varie de 61  à   101 mètres.

### Hydrographie
Le territoire de la commune, situé dans le bassin Artois-Picardie, est traversé par le canal du Nord, canal ou chenal navigable de 75,56 km, qui prend sa source dans la commune de Rouy-le-Grand et se jette dans la Somme Canalisée au niveau de la commune de Biaches.
Le canal Seine-Nord Europe (CSNE), reliant l'agglomération parisienne avec le réseau fluvial du Nord de la France et du Benelux et dont l'ouverture est prévue en 2030, traverse le territoire de la commune.

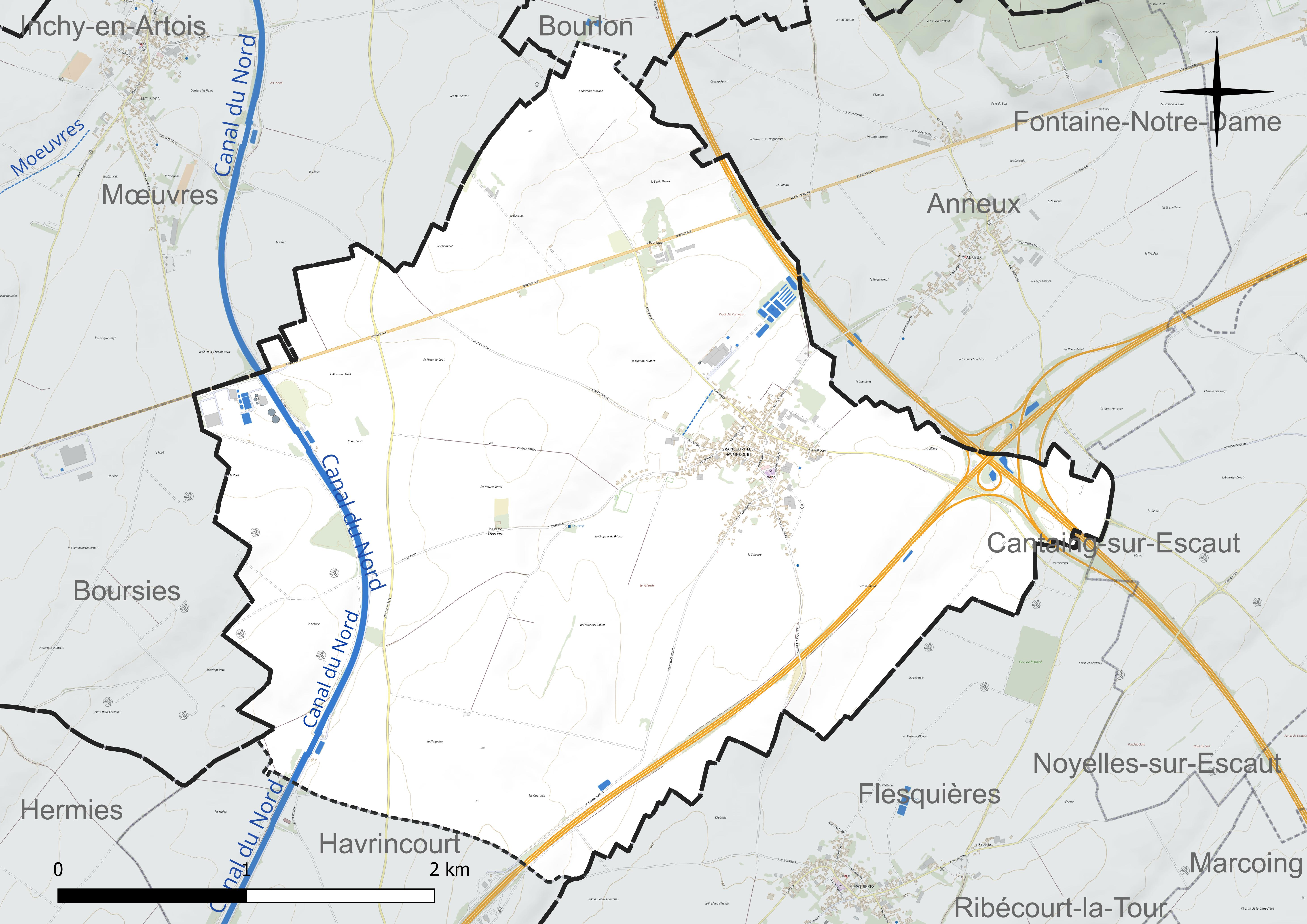
Réseau hydrographique de Graincourt-lès-Havrincourt.

### Climat
Pour des articles plus généraux, voir Climat des Hauts-de-France et Climat du Pas-de-Calais.
En 2010, le climat de la commune est de type climat océanique dégradé des plaines du Centre et du Nord, selon une étude du CNRS s'appuyant sur une série de données couvrant la période 1971-2000. En 2020, Météo-France publie une typologie des climats de la France métropolitaine dans laquelle la commune est exposée à un climat océanique et est dans la région climatique Nord-est du bassin Parisien, caractérisée par un ensoleillement médiocre, une pluviométrie moyenne régulièrement répartie au cours de l’année et un hiver froid (3 °C).
Pour la période 1971-2000, la température annuelle moyenne est de 10,4 °C, avec une amplitude thermique annuelle de 14,6 °C. Le cumul annuel moyen de précipitations est de 684 mm, avec 11,6 jours de précipitations en janvier et 9 jours en juillet. Pour la période 1991-2020, la température moyenne annuelle observée sur la station météorologique la plus proche, située sur la commune d'Épinoy à 10 km à vol d'oiseau, est de 10,9 °C et le cumul annuel moyen de précipitations est de 702,9 mm,. Pour l'avenir, les paramètres climatiques de la commune estimés pour 2050 selon différents scénarios d'émission de gaz à effet de serre sont consultables sur un site dédié publié par Météo-France en novembre 2022.

### Paysages
Pour un article plus général, voir Paysage en France.
La commune est située dans le paysage régional des grands plateaux artésiens et cambrésiens tel que défini dans l’atlas des paysages de la région Nord-Pas-de-Calais, conçu par la direction régionale de l'Environnement, de l'Aménagement et du Logement (DREAL),. Ce paysage régional, qui concerne 238 communes, est dominé par les « grandes cultures » de céréales et de betteraves industrielles qui représentent 70 % de la surface agricole utilisée (SAU).

### Milieux naturels et biodiversité

#### Espèces faunistiques et floristiques
Le site de l’Inventaire national du patrimoine naturel (INPN) recense 275 espèces faunistiques et floristiques sur le territoire de la commune dont 29 protégées et 19 taxons (espèces et sous-espèces) menacées et quasi-menacées.

## Urbanisme

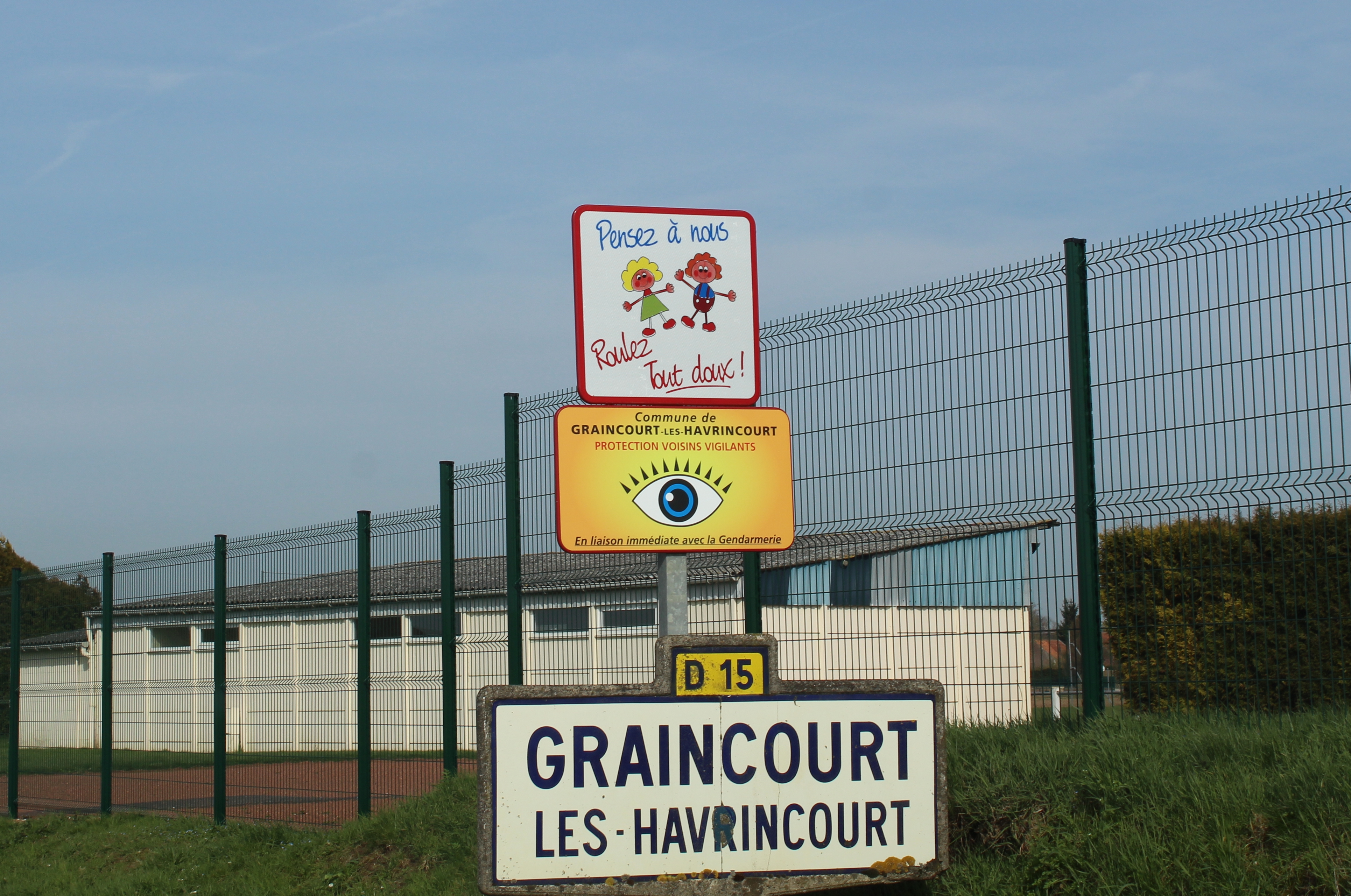
Entrée du village.

### Typologie
Au 1er janvier 2024, Graincourt-lès-Havrincourt est catégorisée bourg rural, selon la nouvelle grille communale de densité à sept niveaux définie par l'Insee en 2022.
Elle est située hors unité urbaine. Par ailleurs la commune fait partie de l'aire d'attraction de Cambrai, dont elle est une commune de la couronne,. Cette aire, qui regroupe 64 communes, est catégorisée dans les aires de 50 000 à moins de 200 000 habitants,.

### Occupation des sols
L'occupation des sols de la commune, telle qu'elle ressort de la base de données européenne d’occupation biophysique des sols Corine Land Cover (CLC), est marquée par l'importance des territoires agricoles (93,5 % en 2018), une proportion sensiblement équivalente à celle de 1990 (93,9 %). La répartition détaillée en 2018 est la suivante : 
terres arables (93,5 %), zones urbanisées (4,9 %), zones industrielles ou commerciales et réseaux de communication (1,5 %). L'évolution de l’occupation des sols de la commune et de ses infrastructures peut être observée sur les différentes représentations cartographiques du territoire : la carte de Cassini (XVIIIe siècle), la carte d'état-major (1820-1866) et les cartes ou photos aériennes de l'IGN pour la période actuelle (1950 à aujourd'hui).

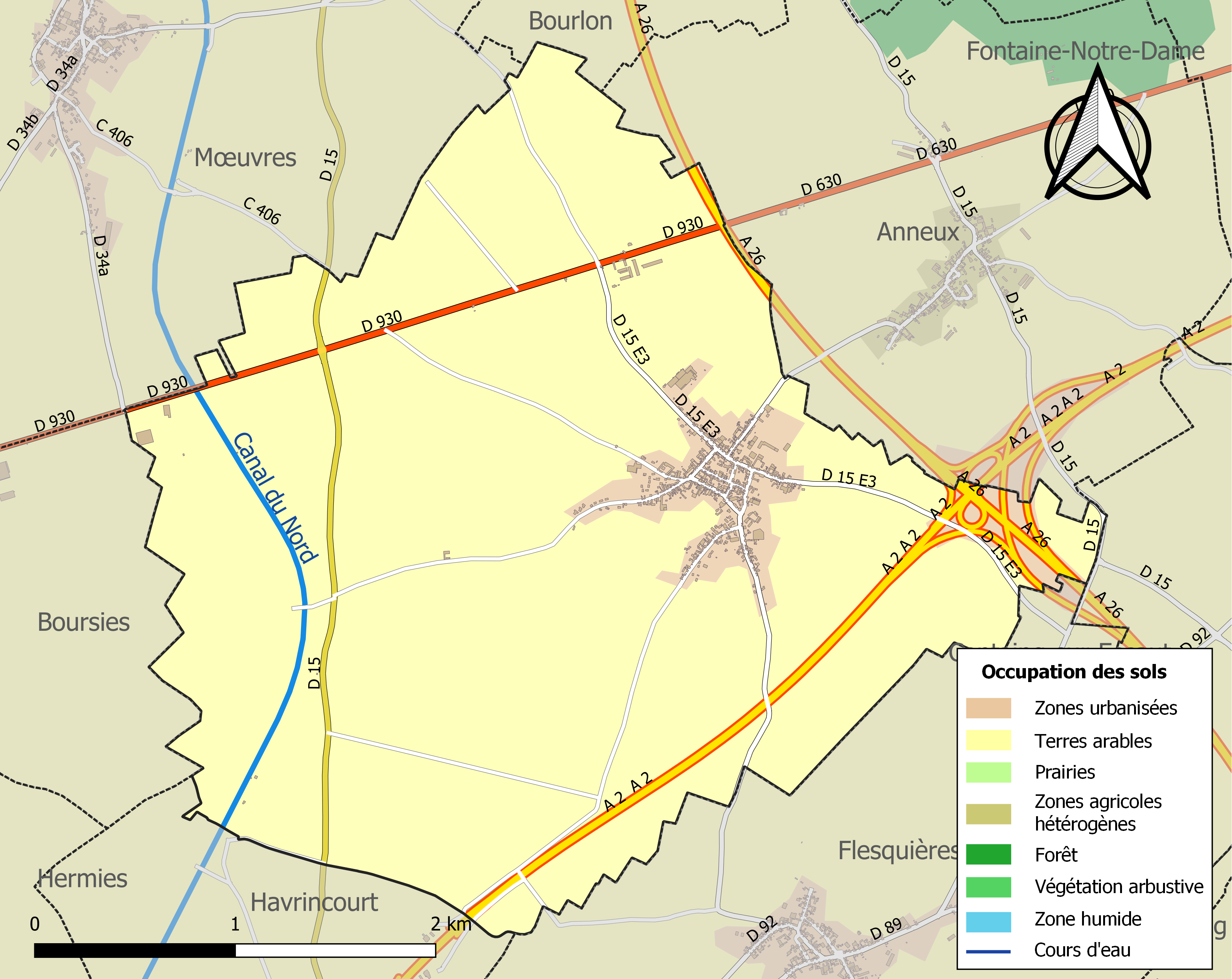
Carte des infrastructures et de l'occupation des sols de la commune en 2018 (CLC).

### Voies de communication et transports

#### Voies de communication
La commune est desservie par la route départementale D 930. Sur le territoire de la commune se trouve une partie de l'échangeur entre les autoroutes A26 et A2.

#### Transports
La commune se trouve à 12 km, à l'ouest de la gare de Cambrai, située sur la ligne de Saint-Just-en-Chaussée à Douai, desservie par des trains TER Hauts-de-France.
Le canal Seine-Nord Europe (CSNE), reliant l'agglomération parisienne avec le réseau fluvial du Nord de la France et du Benelux et dont l'ouverture est prévue en 2030, traverse le territoire de la commune.

## Toponymie
Le nom de la localité est attesté sous les formes Grincortis en 1096 (Miræus, t. II, p. 1146), Grancort en 1263 (cart. des chapellenies d’Arr., fo 20 vo ), Graincort en 1297 (bull. Mor., t. VII, p. 599), Grincourt en 1484 (chap. d’Arras, c. Divers), Grincourt en 1793 ; Graincourt et Graincourt-lès-Havrincourt depuis 1801.

## Histoire

### Antiquité
Cette partie de la région connait une occupation humaine au moins depuis la fin de la dernière glaciation.

Les archéologues, par exemple lors de fouille faisant suite au diagnostic réalisé du 9 mars au 17 avril 2009 dans le cadre du projet de canal Seine-Nord) ont découvert à Bourlon et sur le territoire de la commune des preuves d'habitat et d'agriculture pour la période allant du IVe siècle avant notre ère, et plus encore pour la fin de la période gauloise (fin du Ier siècle avant notre ère). Les restes archéologiques ont cependant été fortement dégradé par les labours successifs. Sur les 150 hectares de la future zone portuaire de Marquion, les archéologues de l'INRAP ont trouvé plusieurs habitats conservés dans le limon depuis la fin de la période néolithique (IIIe millénaire avant notre ère). Des tombes de l'âge du bronze ont aussi été trouvées, de même que des restes d'enclos circulaires à tumulus (plus de 40 m de diamètre pour le plus grand), avec de nombreux restes d'habitations de la même époque sur le site. Plusieurs vestiges plus récents (âge du fer) tels que bâtiments agricoles, monument funéraire aristocratique, nécropoles et chemins ont aussi été trouvés, antérieurs à une villa gallo-romaine (plus de 200 m de long sur 100 m de large) équipée de thermes.

### Trésor gallo-romain
En janvier 1958, un important trésor d'argenterie gallo-romaine est découvert fortuitement au lieu-dit La fosse aux morts, par des démineurs qui cherchaient des obus sur les champs de bataille de la première guerre mondiale. On estime que l'ensemble a probablement été caché lors d'une période troublée (invasions barbares) car difficile à emporter en raison de son poids et de son encombrement. Le trésor témoigne de l'existence d'ateliers d'argenterie et d'orfèvres en Gaule romaine ayant une production originale même si certaines des pièces retrouvées provenaient probablement d'ailleurs. Des statuettes, plats et autre éléments de vaisselle d'argent ciselée sont mis au jour pour un poids total de 8,3 kg. Préempté par l'État lors de la vente en juin 1958 à Paris, le trésor, qui date du IIIe siècle de notre ère, est conservé au musée du Louvre. Il a fait l'objet d'études spécifiques.

### Avant la Révolution française
Avant la Révolution française, Graincourt est le siège d' au moins une seigneurie.
Philippe Thieulaine, seigneur de Graincourt en 1618, licencié es-droits, ancien échevin d'Arras, capitaine d'une compagnie bourgeoise de la ville d'Arras, est anobli le 22 octobre 1618 par lettres données au château de Vueren.
Jean II Venant, seigneur de Graincourt au XVIIe siècle est le fils de Jean Ier Venant. Jean Ier a eu au moins trois fils, Philippe Ier, Louis II  et Jean II. Philippe et Louis ont  rendu de nombreux services à l'ordre de Saint-Jean de Jérusalem, et ont été en récompense honorés du titre et rang de chevalier puis commandeur hospitalier dudit Ordre. Philippe a été pourvu pendant 18 à 20 ans de deux commanderies de l'Ordre, l'une aux Pays-Bas, de 8 à 9 000 florins de revenus et l'autre en France ayant également de bons revenus. Son frère Louis dit Graincourt a été envoyé dans les Pays-Bas et à Liège comme agent du grand maître de l'Ordre notamment en 1612,. Jean II Venant a été avocat au conseil d'Artois pendant 20 à 25 ans, puis échevin d'Arras pendant deux ans puis bailli de Pas (sans doute Pas-en-Artois), durant les dernières guerres, puis pendant 5 ans agent du grand maître de Malte. Il s'est allié noblement à Catherine de Rose, fille de Louis de Rose, chevalier, seigneur de Balin, premier conseiller au conseil d'Artois. Jean II Venant a eu deux fils Vincent et Philippe, natifs d'Arras, qui ont été anoblis par lettres données à Madrid le 20 novembre 1626,.
Dominique Louis de Venant, écuyer, seigneur de Saternaut et de Graincourt, crée chevalier héréditaire en 1674, est le frère de Philippe Ier et de Louis II. Il est le père d'Ignace de Venant, seigneur de Famechon et de Saternaut, neveu des deux commandeurs de l'ordre de Malte.
Louis III Venant, neveu de Philippe Ier Venant, est chevalier, seigneur de Graincourt.

### Première Guerre mondiale
Durant la Première Guerre mondiale, Graincourt-lès-Havrincourt, située un temps en pleine ligne de front, est fortement marquée par de violents combats. Lors de l'Armistice, le 11 novembre 1918, il ne reste presque plus rien du village dont les habitants, qui n'ont pas péri à la guerre ou de la grippe espagnole, ont dû après une dangereuse phase de désobusage entièrement reconstruire le village, les jardins, les routes et les champs.
En raison de la gravité des séquelles laissées par la guerre, la commune a été classée en zone rouge.
La commune est décorée de la croix de guerre 1914-1918 par décret du 23 septembre 1920, distinction également attribuée à 276 autres communes du Pas-de-Calais.

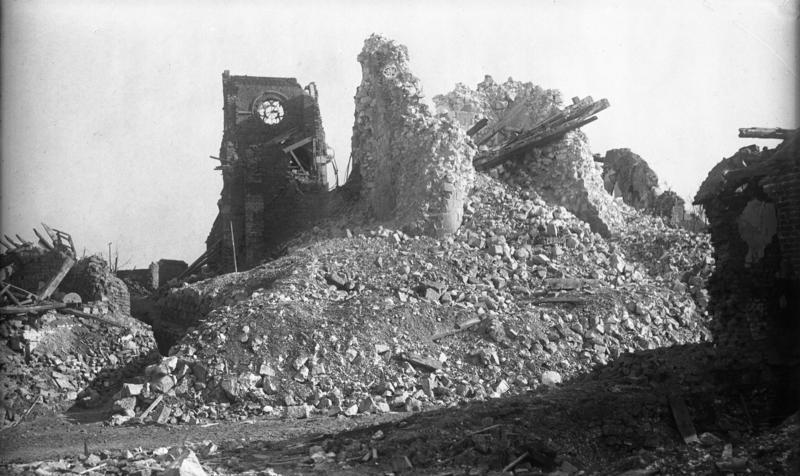
Un canon dans les ruines de l'église et du centre de la commune (février 1918).
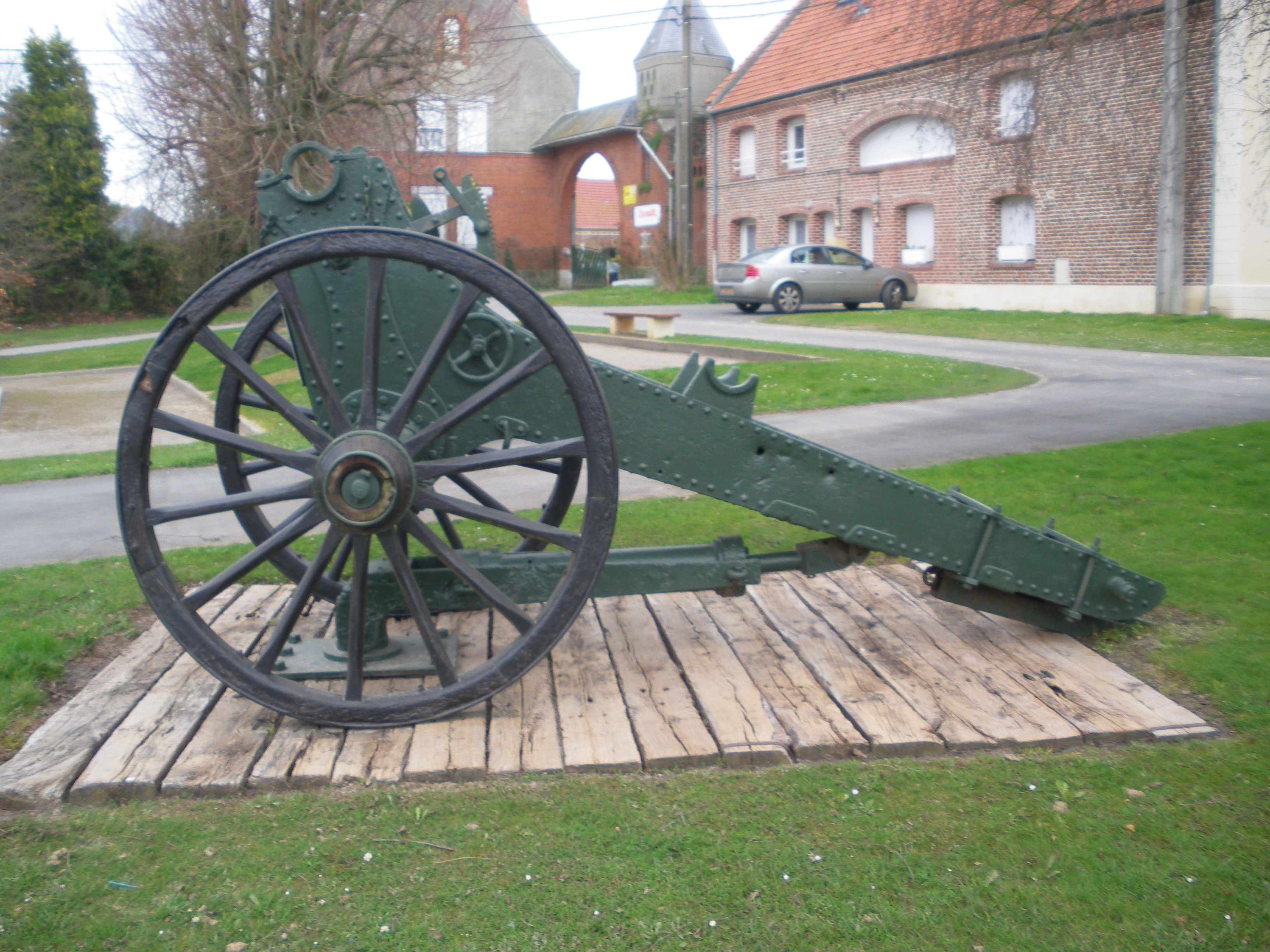
Un affût de canon de la Première Guerre mondiale.

## Politique et administration

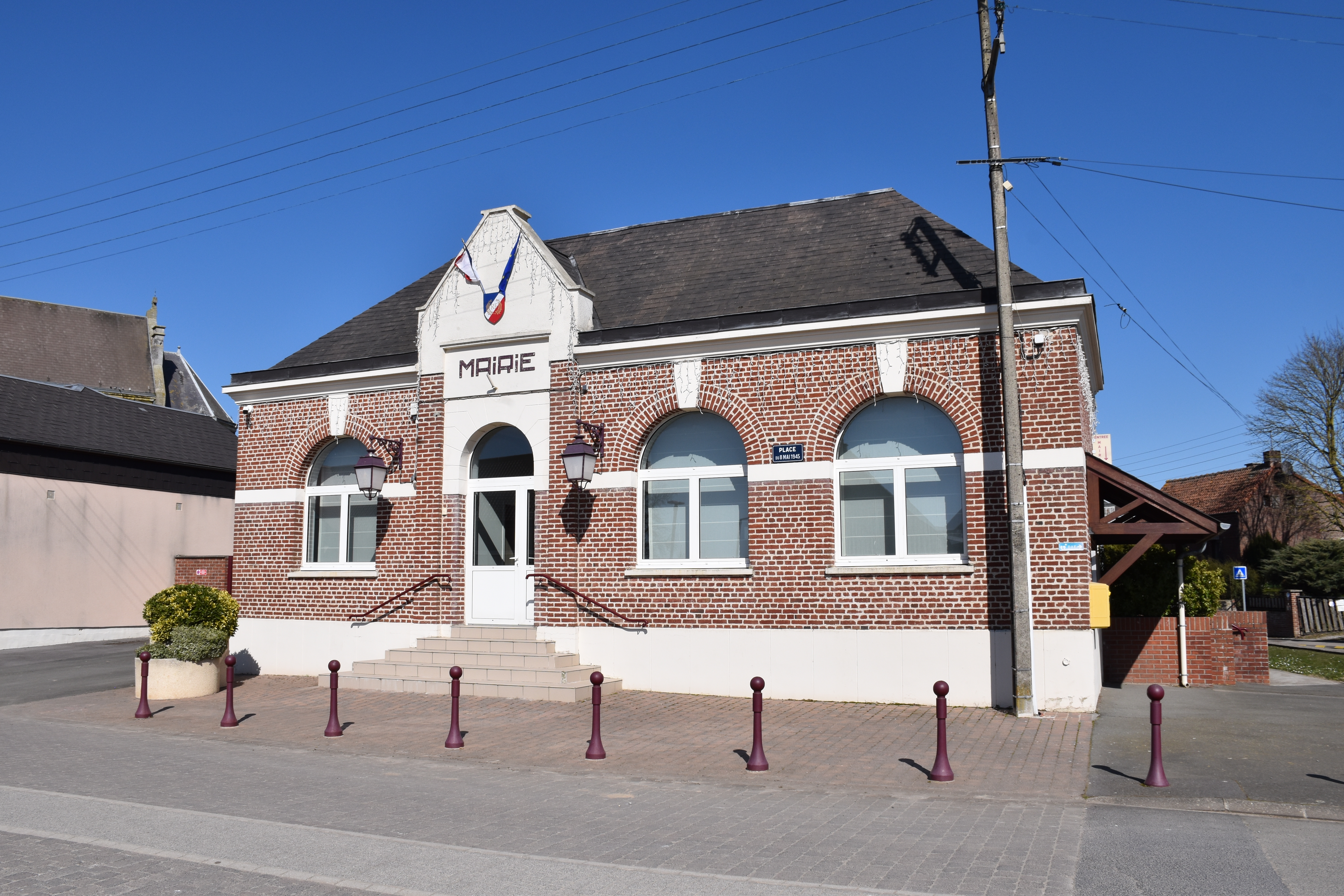
La mairie.

### Découpage territorial
La commune se trouve dans l'arrondissement d'Arras du département du Pas-de-Calais, depuis 1801.

#### Commune et intercommunalités
La commune est membre de la communauté de communes Osartis Marquion.

#### Circonscriptions administratives
La commune est rattachée au canton de Bapaume. Avant le redécoupage cantonal de 2014, elle était, depuis 1801, rattachée au canton de Marquion.

#### Circonscriptions électorales
Pour l'élection des députés, la commune fait partie de la première circonscription du Pas-de-Calais.

### Élections municipales et communautaires

#### Liste des maires
| Période                                  | Période                    | Identité                     | Étiquette | Qualité                                                                                         |
| ---------------------------------------- | -------------------------- | ---------------------------- | --------- | ----------------------------------------------------------------------------------------------- |
| Les données manquantes sont à compléter. |                            |                              |           |                                                                                                 |
| mars 1983                                | mars 2001                  | Jean Samier († 17 août 2025) | SE        | Exploitant agricole                                                                             |
| mars 2001                                | En cours (au 13 mars 2022) | Jean-Marcel Dumont           |           | Directeur financier en retraite Réélu pour le mandat 2014-2020, Réélu pour le mandat 2020-2026, |

## Équipements et services publics

### Enseignement
La commune est située dans l'académie de Lille et dépend, pour les vacances scolaires, de la zone B.
Elle administre une école primaire en regroupement pédagogique intercommunal (RPI 64).

### Justice, sécurité, secours et défense
La commune dépend du tribunal judiciaire d'Arras, du conseil de prud'hommes d'Arras, de la cour d'appel de Douai, du tribunal de commerce d'Arras, du tribunal administratif de Lille, de la cour administrative d'appel de Douai, du pôle nationalité du tribunal judiciaire d’Arras et du tribunal pour enfants d'Arras.

## Population et société

### Démographie
Les habitants de la commune sont appelés les Graincourtois.

#### Évolution démographique
L'évolution du nombre d'habitants est connue à travers les recensements de la population effectués dans la commune depuis 1793. Pour les communes de moins de 10 000 habitants, une enquête de recensement portant sur toute la population est réalisée tous les cinq ans, les populations de référence des années intermédiaires étant quant à elles estimées par interpolation ou extrapolation. Pour la commune, le premier recensement exhaustif entrant dans le cadre du nouveau dispositif a été réalisé en 2008.

En 2022, la commune comptait 644 habitants, en évolution de +1,74 % par rapport à 2016 (Pas-de-Calais : −0,72 %, France hors Mayotte : +2,11 %).
| 1793  | 1800  | 1806  | 1821  | 1831  | 1836  | 1841  | 1846  | 1851  |
| ----- | ----- | ----- | ----- | ----- | ----- | ----- | ----- | ----- |
| 1 268 | 1 350 | 1 392 | 1 312 | 1 458 | 1 421 | 1 472 | 1 477 | 1 296 |

| 1856  | 1861  | 1866  | 1872  | 1876  | 1881  | 1886  | 1891  | 1896  |
| ----- | ----- | ----- | ----- | ----- | ----- | ----- | ----- | ----- |
| 1 368 | 1 367 | 1 429 | 1 438 | 1 500 | 1 416 | 1 419 | 1 405 | 1 404 |

| 1901  | 1906  | 1911  | 1921 | 1926 | 1931 | 1936 | 1946 | 1954 |
| ----- | ----- | ----- | ---- | ---- | ---- | ---- | ---- | ---- |
| 1 384 | 1 307 | 1 373 | 656  | 778  | 731  | 700  | 615  | 671  |

| 1962 | 1968 | 1975 | 1982 | 1990 | 1999 | 2006 | 2008 | 2013 |
| ---- | ---- | ---- | ---- | ---- | ---- | ---- | ---- | ---- |
| 629  | 633  | 605  | 610  | 611  | 617  | 615  | 614  | 634  |

| 2018 | 2022 | - | - | - | - | - | - | - |
| ---- | ---- | - | - | - | - | - | - | - |
| 642  | 644  | - | - | - | - | - | - | - |

#### Pyramide des âges
En 2018, le taux de personnes d'un âge inférieur à 30 ans s'élève à 35,1 %, soit en dessous de la moyenne départementale (36,7 %). De même, le taux de personnes d'âge supérieur à 60 ans est de 22,4 % la même année, alors qu'il est de 24,9 % au niveau départemental.
En 2018, la commune comptait 325 hommes pour 317 femmes, soit un taux de 50,62 % d'hommes, largement supérieur au taux départemental (48,50 %).
Les pyramides des âges de la commune et du département s'établissent comme suit.
| Hommes | Classe d’âge | Femmes |
| ------ | ------------ | ------ |
| 0,9    | 90 ou +      | 1,6    |
| 4,0    | 75-89 ans    | 6,9    |
| 15,7   | 60-74 ans    | 15,8   |
| 20,0   | 45-59 ans    | 22,7   |
| 21,5   | 30-44 ans    | 20,8   |
| 14,5   | 15-29 ans    | 12,6   |
| 23,4   | 0-14 ans     | 19,6   |

| Hommes | Classe d’âge | Femmes |
| ------ | ------------ | ------ |
| 0,5    | 90 ou +      | 1,6    |
| 5,6    | 75-89 ans    | 8,9    |
| 16,7   | 60-74 ans    | 18,1   |
| 20,2   | 45-59 ans    | 19,2   |
| 18,9   | 30-44 ans    | 18,1   |
| 18,2   | 15-29 ans    | 16,2   |
| 19,9   | 0-14 ans     | 17,9   |

## Culture locale et patrimoine

### Lieux et monuments
- L'église Saint-Martin, reconstruite après la Première Guerre mondiale[48]. Elle héberge huit verrières de la nef, œuvres du verrier Francis Chigot, répertoriées dans la base Palissy, inscrites au titre d'objet des monuments historiques[49].
- Le monument aux morts[50].
- Les deux cimetières militaires britanniques situés sur le territoire de la commune:
  - Le Sucrerie British Cemetery
  - Le Sanders Keep Military Cemetery

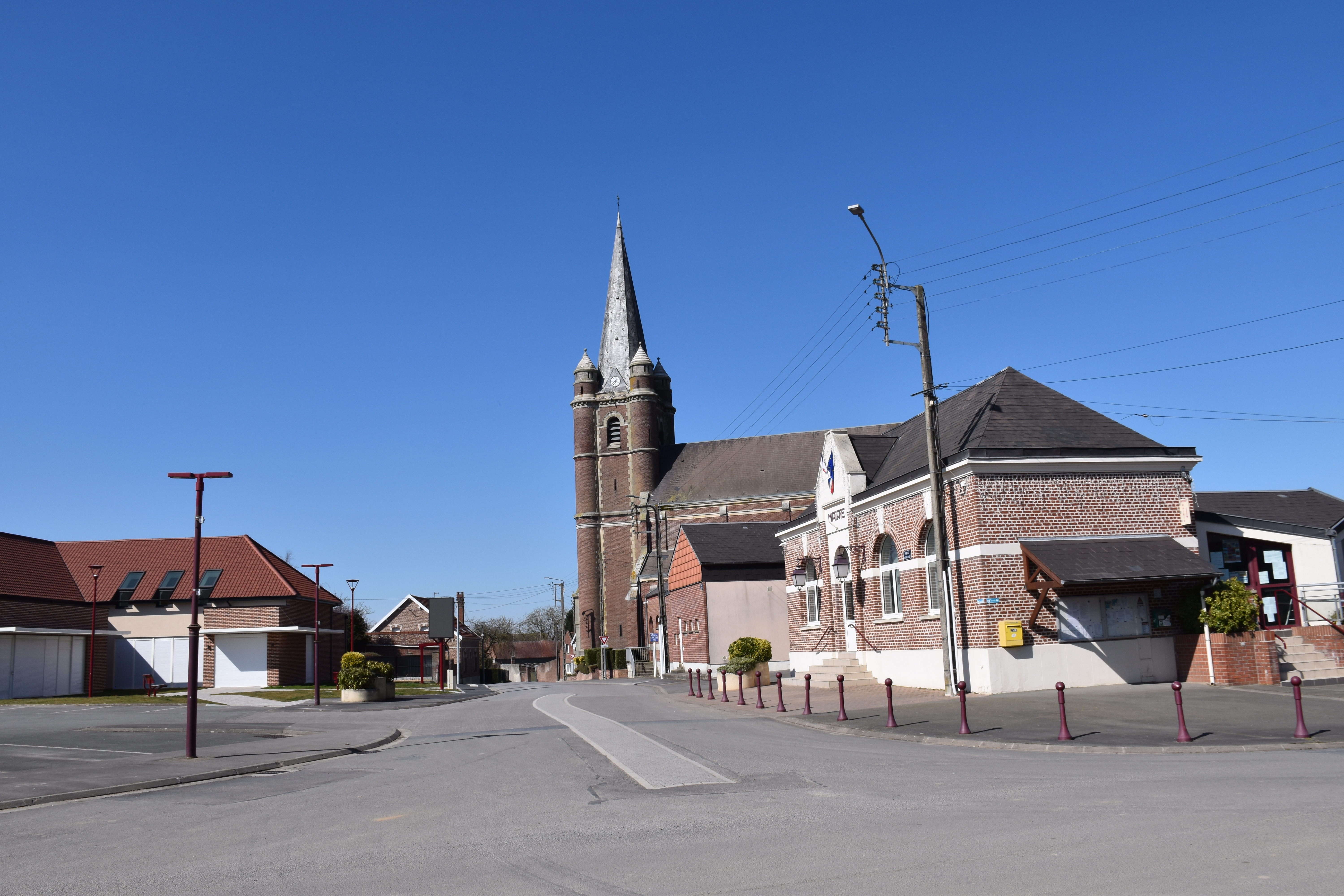
La place.
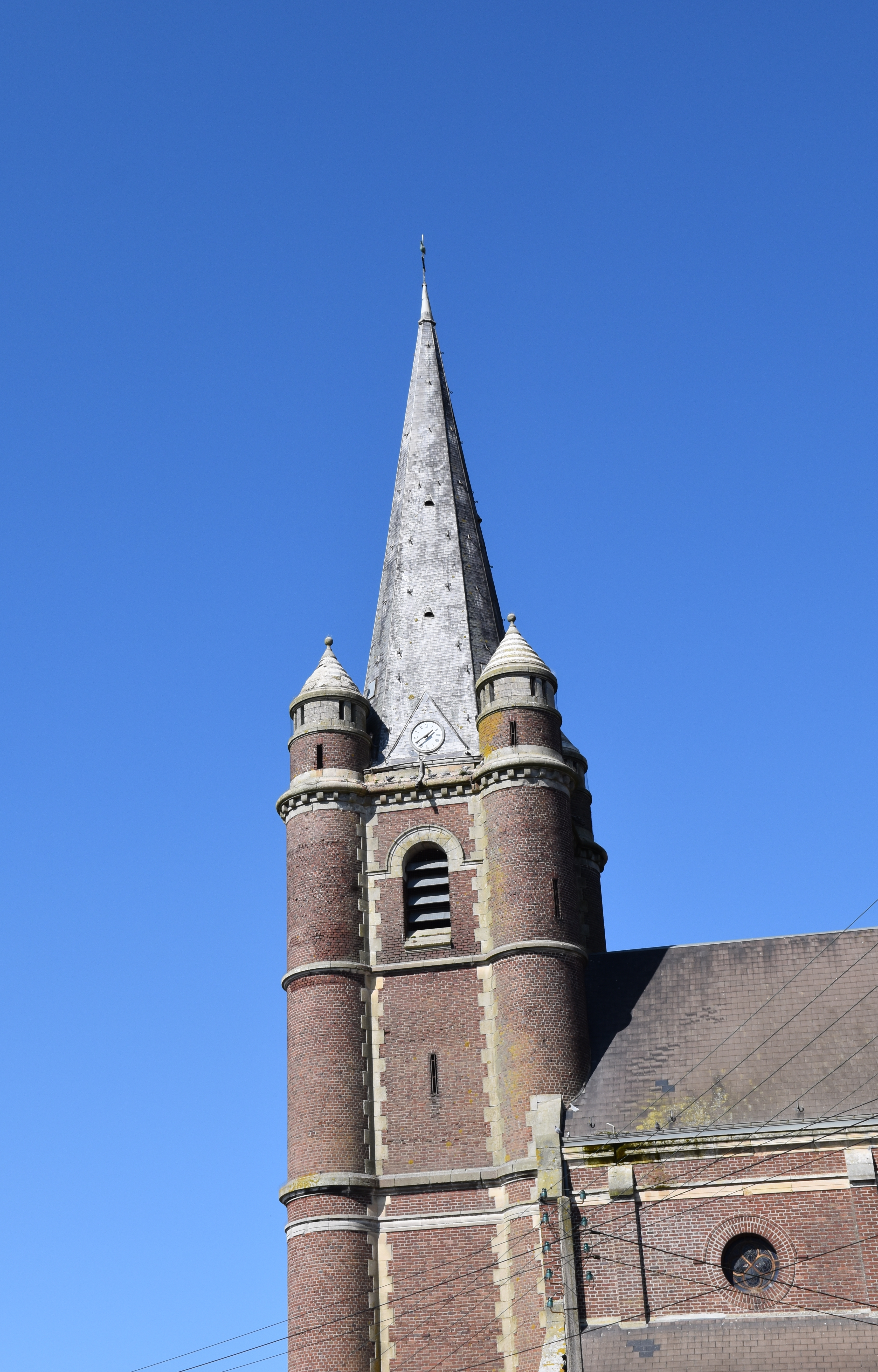
L'église.
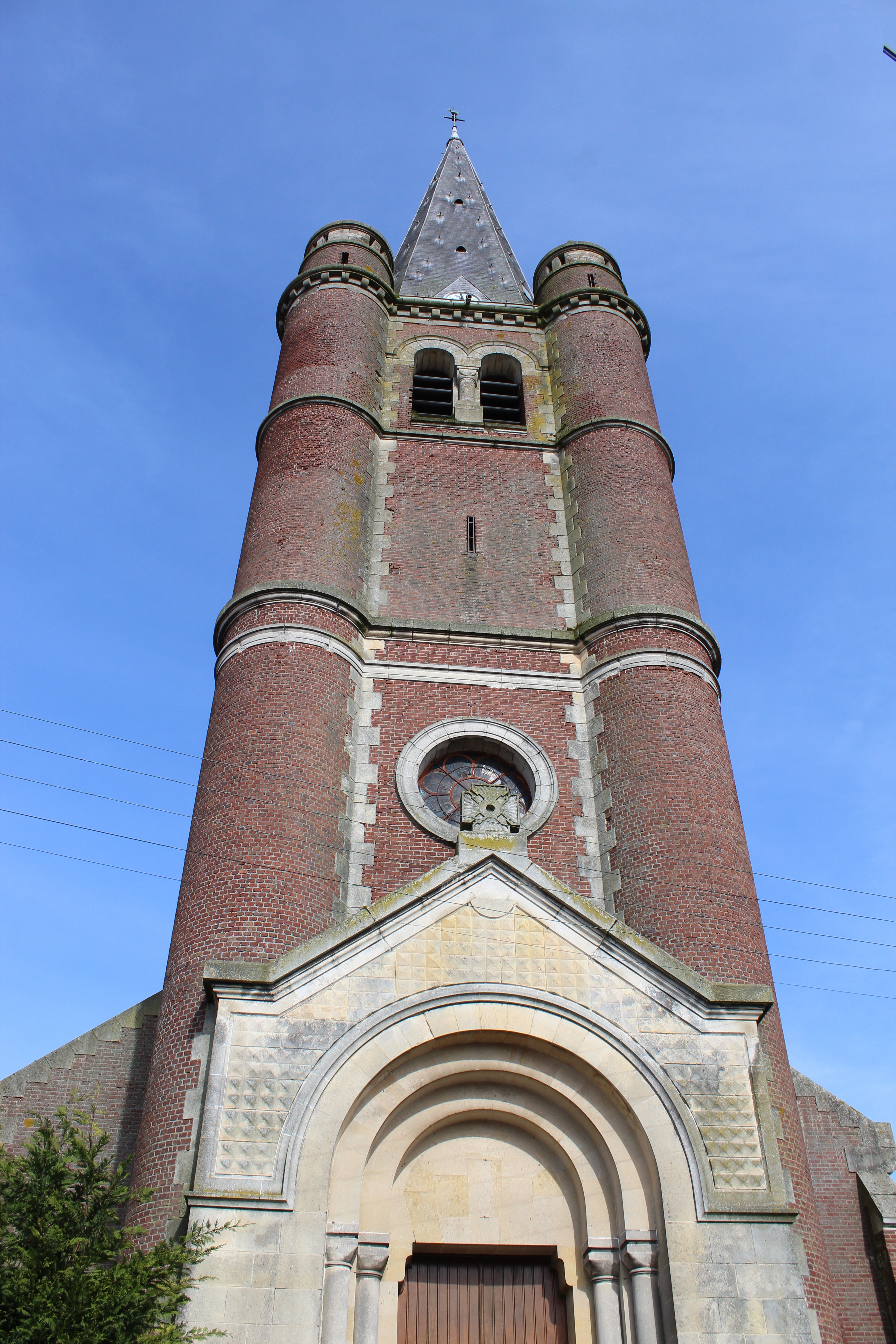
Le clocher de l'église.
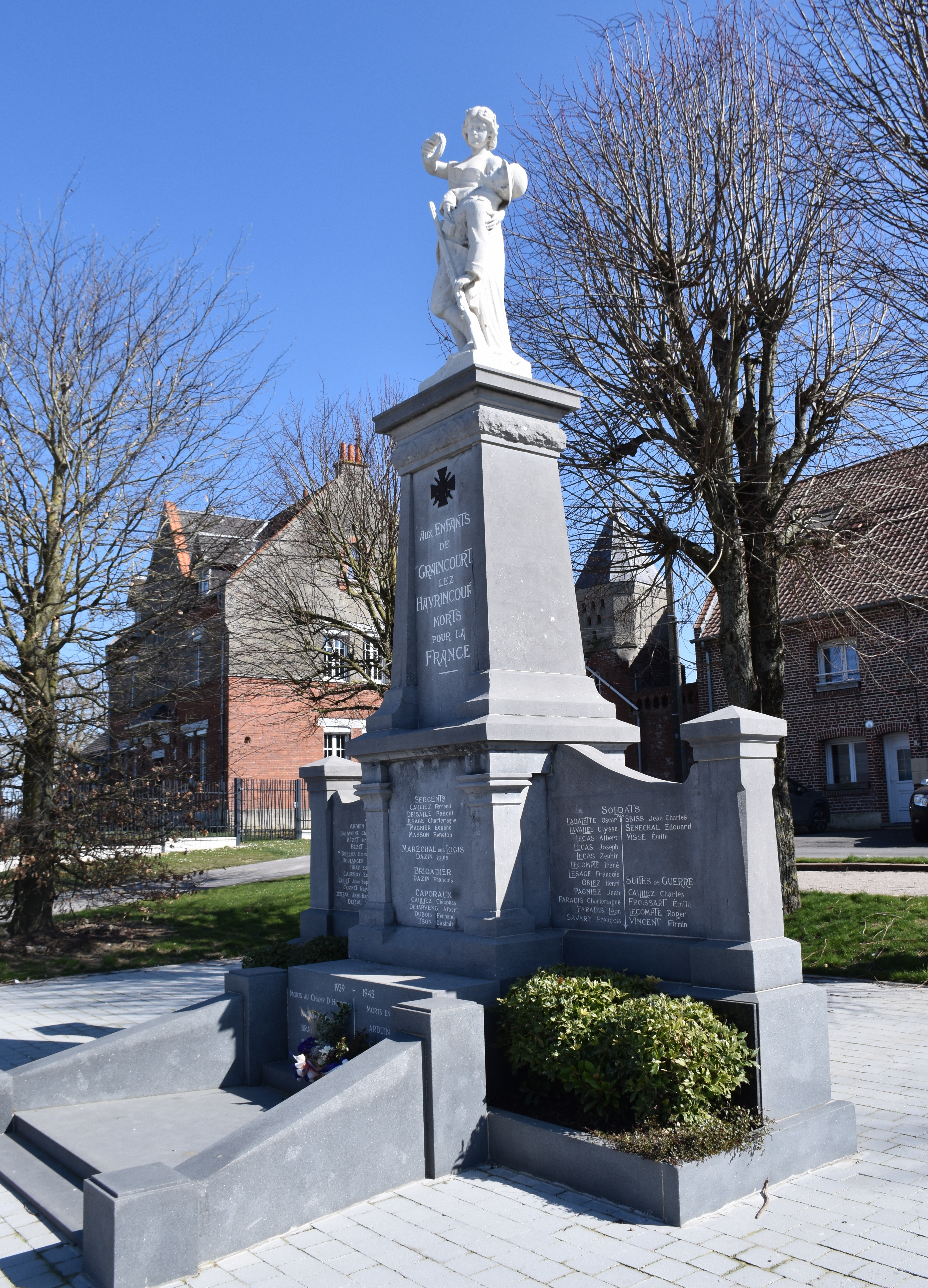
Le monument aux morts.

### Héraldique
| Blason de Graincourt-lès-Havrincourt | Blason  | Échiqueté d'azur et d'or ; au chef d'hermine. Ornements extérieursCroix de guerre 1914-1918 |
| Blason de Graincourt-lès-Havrincourt | Détails | Le statut officiel du blason reste à déterminer.                                            |

## Pour approfondir